# 邢克智
邢克智（1956年7月26日—），天津人，汉族，中华人民共和国政治人物，第十一届全国人民代表大会天津地区代表。
毕业于天津农学院水产科学系。民盟党员。2008年，当选为全国人大代表。2013年，被选为全国人大代表。